# 이루다 (기업)
주식회사 이루다(영어: Ilooda)는 대한민국의 피부미용 의료기기 기업으로, 본사는 경기도 안양시 만안구 덕천로152번길 25 9층 (안양동, 안양아이에스BIZ타워센트럴)에 위치해 있었다.